# NGC 386
 NGC 386 là một thiên hà hình elip nằm trong chòm sao Song Ngư. Nó được phát hiện vào ngày 4 tháng 11 năm 1850 bởi Bindon Stoney. Nó được Dreyer mô tả là "mờ nhạt, nhỏ, tròn đáng kể". Cùng với các thiên hà NGC 375, NGC 379, NGC 382, NGC 383, NGC 384, NGC 385, NGC 387 và NGC 388, NGC 386 tạo thành một cụm thiên hà có tên là Arp 331.